# Rubén Limardo
Rubén Dario Limardo Gascón (né le 3 août 1985 à Ciudad Bolívar) est un escrimeur vénézuélien pratiquant l'épée.

## Carrière
Il a remporté quatre médailles lors des Jeux panaméricains de 2007 et ceux de 2011. Il a participé aux Jeux olympiques de 2008 et remporte la médaille d'or à ceux de 2012 en battant le Norvégien Bartosz Piasecki.
Le mercredi 1er août 2012, il dispute son premier assaut, pour le compte des seizièmes de finale, contre l'Égyptien Ayman Fayez. Le résultat est serré mais Limardo remporte le match 15 touches à 13. Pour atteindre les quarts de finale, il se débarrasse du Suisse Max Heinzer, après avoir été mené 4 à 1. En quarts, il est opposé au numéro trois mondial, l'Italien Paolo Pizzo. Il gagne cependant 15-12. En demi-finale, il dispose de l'Américain Seth Kelsey à l'issue d'un duel serré, soldé sur le score de 6 à 5, après une dernière touche en mort-subite. En finale, il affronte le Norvégien Bartosz Piasecki. Au terme du premier tiers-temps, le criollo mène 4 touches à 3. Lors de la deuxième période, il construit sa victoire en plaçant quatre touches consécutives à son adversaire et le termine à 12-6 en sa faveur. Cet avantage se révèle décisif lors du troisième tiers-temps, où Limardo conclut sur le score de 15 à 10 et s'empare du titre.
Il remporte la première médaille d'or pour son pays, depuis 1968 et par la même occasion, le premier titre en escrime pour un latino-américain depuis le Cubain Ramón Fonst en 1904.

## Famille
Ses frères Francisco Limardo et Jesús Limardo sont des escrimeurs de haut niveau.